# SIX Group
SIX betreibt die Infrastruktur für die Finanzplätze in der Schweiz und in Spanien. Das Unternehmen erbringt Dienstleistungen rund um Wertpapiergeschäfte, die Aufbereitung von Finanzinformationen, den Zahlungsverkehr und baut eine digitale Infrastruktur auf. Die Unternehmensbezeichnung SIX ist eine Abkürzung und steht für Swiss Infrastructure and Exchange. SIX ist international tätig, ihr Hauptsitz ist Zürich. Ihr wichtigster Eigentümer ist nach deren Fusion mit Credit Suisse die UBS.

## Unternehmensgeschichte
Die Ticker AG in Zürich wurde 1930 mit dem Zweck gegründet, Börsenkurse zu übermitteln. Sie war die Vorgängerin der Telekurs AG, die zu einem späteren Zeitpunkt gemeinsam mit anderen Unternehmen zur SIX fusionierte.
Mit Eröffnung der neuen Börse begann auch die Tickeranlage zu senden. Dieser Börsenticker, einer der ersten auf dem europäischen Kontinent und eine spezielle Anwendung des Lokaltelegrafen, übermittelte die Zürcher Börsenkurse, die Schlusskurse anderer Schweizer und wichtiger ausländischer Börsen in kursiver Schrift auf einem schmalen Streifen Papier an beliebig viele Empfänger.
Die Ticker AG führte 1961 das erste Börsenfernsehen überhaupt ein und weckte mit diesem Novum mediales Interesse: Am Bildschirm konnten die Kurse von bis zu neunzig Titeln verfolgt werden. Die Neue Zürcher Zeitung beschrieb das Börsenfernsehen als Weltneuheit und widmete dieser technischen Entwicklung eine Technik-Beilage.
Die Ticker AG änderte ihre Firma auf Telekurs AG.
1987 wurde Swiss Interbank Clearing (SIC) in Betrieb genommen. Das Online-Clearingsystem stützte sich auf ein zentrales Computersystem bei Telekurs mit Online-Anschluss der Teilnehmer. Primär wurden nur Zahlungen in Schweizer Franken abgewickelt.
Die Börsen in Genf, Basel und Zürich fusionierten 1993 zur Schweizer Börse Swiss Exchange.
Die Schweizer Börse lancierte 1995 den elektronischen Börsenhandel mit integrierter Abwicklung und Verwahrung und stellte im Jahr darauf den Ringhandel ein. Voraussetzung für diesen Schritt war die Verknüpfung zum SECOM-System für SEGA sowie zum Interbank-Zahlungssystem SIC, welches Telekurs betrieb.
Das Clearingsystem für Euro-Zahlungen euroSIC nahm 1999 den Betrieb auf und verschaffte den Schweizer Banken Anschluss an die europäischen Zahlungssysteme. SEGA schloss sich mit INTERSETTLE zur SIS Group zusammen. INTERSETTLE war bisher für die Wertschriftenabwicklung zuständig, die dem Börsenhandel nachgelagert ist.
2001 erwarb SIS die weltweit bedeutendste Sammlung historischer Wertpapiere und gründete eine Stiftung. Die Eröffnung der Wertpapierwelt in Olten als erstes internationales Museum für historische Wertpapiere folgte im Juli 2003. Heute ist die Ausstellung im Schweizer Finanzmuseum in Zürich zu sehen.
Die SIX Multipay AG lancierte im Jahr 2005 eine DCC-Funktion (dynamic currency conversion), die nur auf den Zahlkartenterminals der SIX Card Solutions AG verfügbar war. Die Wettbewerbskommission (Weko) intervenierte und warf der Konzerntochter von SIX vor, ihre marktbeherrschende Stellung zu missbrauchen. Im Dezember 2006 stellte SIX Multipay AG die DCC-Funktion auch anderen Terminalanbietern zur Verfügung und legte die Schnittstellen-Informationen offen. Vier Jahre später verhängte die Weko gegen SIX eine Busse von sieben Millionen Schweizer Franken.

### 2008: Fusion und Umfirmierung
Die SWX Group, SIS Group und Telekurs Group fusionierten am 1. Januar 2008 zur Swiss Financial Markets Services AG. Das Unternehmen deckte damit die Geschäftsfelder Wertschriftenhandel, Börsentransaktionen, Finanzinformationen und Zahlungsverkehr ab.
Am 21. August 2008 erfolgte eine Umbenennung der Swiss Financial Markets Services AG zu SIX Group AG.
Gemeinsam mit verschiedenen Schweizer Banken lancierte und etablierte SIX 2016 die Mobile-Payment-Lösung Twint.
SIX ging 2018 eine strategische Partnerschaft mit Worldline ein. Worldline übernahm SIX Payment Services und SIX hält einen Anteil von 27 % an Worldline. Im April 2020 hat SIX angekündigt, die Minderheitsbeteiligung an Worldline zu reduzieren. Inzwischen hält SIX noch 10,6 % der Worldline-Aktien (Stand: März 2022).

## Dienstleistungen (Auswahl)

### Wertpapierhandel über SIX Swiss Exchange
SIX betreibt die Schweizer Börse. Kernfunktionen der SIX Swiss Exchange sind die Zulassung von Wertpapieren, der Betrieb der Handelsplattform, die Überwachung des Handels sowie der Vertrieb von Marktinformationen. Über die gemeinsame Handelsplattform von SIX Swiss Exchange und SIX Structured Products Exchange werden unter anderem Aktien, Anleihen, Derivate, Anlagefonds und Zertifikate gehandelt.
Als unabhängige Einheit innerhalb von SIX übernimmt Exchange Regulation sämtliche Aufgaben im Rahmen der börsengesetzlich vorgesehenen Selbstregulierung. Die Einheit ist getrennt vom operativen Geschäft und erlässt Regeln für Emittenten und Teilnehmer, überwacht den Handel und setzt die Regeln durch.

### Nachhandelsabwicklung und weitere Securities Services
Ist ein Börsenhandel zustande gekommen, übernimmt SIX alle nachfolgenden Prozesse. Der Unternehmensbereich SIX Securities Services agiert als Vertragspartner zwischen Handelsparteien in ganz Europa (zentrale Gegenpartei). Dieser Service dient dazu, die Risiken sowohl von Käufern als auch von Verkäufern zu senken (Clearing). Danach wickelt SIX die Transaktionen elektronisch ab (Settlement). Dazu gehören auch Echtzeit-Zahlungen von einer Bank an eine andere.
Ausserdem betreibt SIX Systeme, die Anlagewerte und Dokumente vor unbefugtem Zugriff sichern (Custody). Für die Schweiz fungiert das Unternehmen in diesem Bereich als Zentralverwahrer. Es verwahrt die meisten der nach Schweizer Recht emittierten Finanzinstrumente. SIX bietet ihren Verwahrungsservice aber auch international an.
Ebenfalls zum Geschäftsbereich «Securities Services» gehören Plattformen für Lastschriften und E-Rechnungen sowie das elektronische Auskunftsportal für Grundbuchdaten in der Schweiz. Es heisst Terravis und ermöglicht Hypotheken-, Grundstücks- und Handelsregistergeschäfte. SIX Interbank Clearing betreibt die Zahlungssysteme SIC und euroSIC in der Schweiz und über ihre Grenzen hinaus. Sie ermöglicht dadurch Finanzinstituten weltweit, ihre Grossbetrags- und Massenzahlungen in Franken und Euro abzuwickeln.
Im November 2020 wurde bekannt, dass das im Januar 2018 gestartete kommerzielle Security Operations Center (SOC) aufgelöst werde. Die bestehenden Verträge (u. a. mit T-Systems) würden noch eingehalten. Das SOC werde weiterhin für die interne Security von SIX eingesetzt.

### Finanzinformationen
SIX bezieht in Echtzeit Finanzdaten von internationalen Börsen und Unternehmen und vertreibt sie weiter. Dazu gehören unter anderem Basisinformationen über börsennotierte Unternehmen (Referenzdaten) und Informationen zu Massnahmen, die die Kapital- und Stimmrechte von Aktionären betreffen (Corporate Actions). Ausserdem können sich Kunden von SIX über Preise und Marktkurse von rund 15 Millionen Finanzinstrumenten auf dem Laufenden halten. Auf Grundlage der Finanzdaten von SIX entscheiden Banken und andere Marktteilnehmer über Finanzgeschäfte und bewerten Anlagerisiken. Darüber hinaus berechnet SIX Indizes und Benchmarks, wie zum Beispiel den Leitindex für den Schweizer Aktienmarkt, den Swiss Market Index.

### Bargeldloser Zahlungsverkehr
SIX verarbeitet Mobile-Payment sowie Kredit-, Debit- und Wertkartenzahlungen in der Schweiz, in Österreich und Luxemburg sowie in vielen weiteren Ländern Europas. Daneben ermöglicht SIX das Beziehen von Bargeld an Geldautomaten. Ausserdem schafft SIX mit ihrer Infrastruktur die nötigen, sicheren Voraussetzungen dafür, dass Hotels, Gastronomie und Handel online oder am Terminal Mobile-Payment und Zahlkarten akzeptieren können. In Österreich gab SIX zeitweise selber Zahlkarten heraus. Die SIX Payment Services AG wurde 2018 an Worldline verkauft.

### Open Finance
Die Six-Plattform bLink stellt seit Mai 2020 standardisierte Schnittstellen (APIs) zur Verfügung. Über diese sollen Finanzinstitute Daten und Dienste auf sichere Weise mit Drittanbietern teilen können. Als Erstes konnten sich Finanzinstitute mit Anbietern von Buchhaltungslösungen wie beispielsweise Bexio über API's verbinden. 2021 ergänzte die Six ihr Open-Banking-Portal um drei Schnittstellen für Schweizer Vermögensverwalter. Die APIs von bLink sollen zudem in Kernbankensysteme wie von Finnova integriert werden.

## Eigentümer
SIX befindet sich im Besitz von rund 120 nationalen und internationalen Finanzinstituten, die auch Hauptnutzer der Dienstleistungen sind. Das Unternehmen ist nicht börsennotiert.

## Initiativen
SIX unterstützt das Schweizer Finanzmuseum (früher Wertpapierwelt in Olten). Das Museum zeigt eine multimediale Ausstellung über die Ursprünge des Wirtschaftssystems sowie die Bedeutung des Schweizer Finanzmarkts und seiner Infrastruktur.
SIX ist Gründungsmitglied des FinTech Incubators und Accelerators F10. Hier arbeiten zum Beispiel Mitarbeiter von SIX gemeinsam mit Start-ups an dem Ziel, die Finanztechnologie der Schweiz weiterzuentwickeln. SIX beabsichtigt noch 2019 einen Open-Banking-Hub für Geschäftskunden anzubieten. Unter anderem werden die beiden Buchhaltungssoftware-Anbieter Abacus und Klara den Hub nutzen. Auch Banken können ihre IT-Schnittstelle zum Hub öffnen. UBS, Credit Suisse, Zürcher Kantonalbank, Valiant sowie die Raiffeisen-Gruppe machen beim Projekt mit.

## Mitgliedschaften
Sie ist Mitglied in:
- Federation of European Securities Exchanges[36]